# Малуйовиці
Малуйовиці (пол. Małujowice, нім. Mollwitz) — село в Польщі, у гміні Скарбімеж Бжезького повіту Опольського воєводства.
Населення — 449 осіб (2011).

## Демографія
Демографічна структура станом на 31 березня 2011 року:
|          | Загалом | Допрацездатний вік | Працездатний вік | Постпрацездатний вік |
| -------- | ------- | ------------------ | ---------------- | -------------------- |
| Чоловіки | 216     | 49                 | 146              | 21                   |
| Жінки    | 233     | 53                 | 130              | 50                   |
| Разом    | 449     | 102                | 276              | 71                   |